# أفرام إيمبروان
كان أفرام إيمبروان (9 ديسمبر 1880 – 23 سبتمبر 1938) سياسيًا ورجل أعمال وقسًا أرثوذوكسيًا رومانيًا ولد في الإمبراطورية النمساوية المجرية. ونظرًا إلى ولادته في النصف الغربي من بانات، كان إيمبروان ناشطًا في أعمال التحريض القومي الروماني في أوساط الجالية الرومانية في ذلك الإقليم، وأيضًا في ترانسلفانيا لاحقًا. مع اندلاع الحرب العالمية الأولى، دعم إيمبروان الانفصال واتحاد ترانسلفانيا وبانات مع مملكة رومانيا. فر إيمبروان إلى النمسا والمجر وانخرط في أعمال الدعاية، أولًا في رومانيا ومن ثم في أوساط سجناء الحرب الترانسلفانيين في الجمهورية الروسية. في أواخر العام 1918، عاد إيمبروان إلى بانات وأصبح مساهمًا نشطًا في الكفاح الوحدوي وشارك في جمعيات الاتحاد العظيم.
بعد العام 1919، أسس إيمبروان حزبه السياسي الخاص، الاتحاد الوطني من بانات، الذي اتخذ منبرًا قوميًا مستقلًا ضد كل من الحزب الوطني الروماني والأحزاب التقليدية من المملكة الرومانية. شغل إيمبروان منصبًا في مجلس نواب رومانيا وأصبح نائب رئيسه في عام 1920، وانضم، شأنه شأن صديقه الترانسلفاني أوكتافيان جوغا، إلى حزب الشعب. ارتبطت مسيرة إيمبروان السياسية بمسيرة كونستانتين أرجيتويانو، واتُهم مرارًا، شأنه شأن أرجيتويانو، بإدارة نظام غنائم تمركز حول مشاريع للدولة مثل شركة ريسيتا. وسار على خطى أرجيتويانو في انضمامه إلى الحزب القومي الديمقراطي، إلا أنه سرعان ما خرج من ذلك التجمع وتحالف مع عدوه الأسبق، الحزب الوطني الليبرالي. بقي إيمبروان ضمن صفوف هذا الحزب لبقية حياته، على الرغم من اصطداماته المتكررة مع هياكله المركزية.
أنهى إيمبروان عمله في السياسة بفترة أخيرة كسكرتير لوزارة الشؤون الثقافية والدينية، وهي فترة بقيت في الذاكرة نظرًا إلى خلافاته مع الكاثوليك الروم الرومان. خلال سنواته الأخيرة، شارك إيمبروان في إدارة الصناعات والمصارف في بانات، وعمل أيضًا على تطوير معايير إقليمية في التعليم والثقافة. وأطلق حملة لحقوق الرومان في يوغسلافيا، وتُرك يشعر بالحسرة على تقسيم بانات.

## سيرة حياته

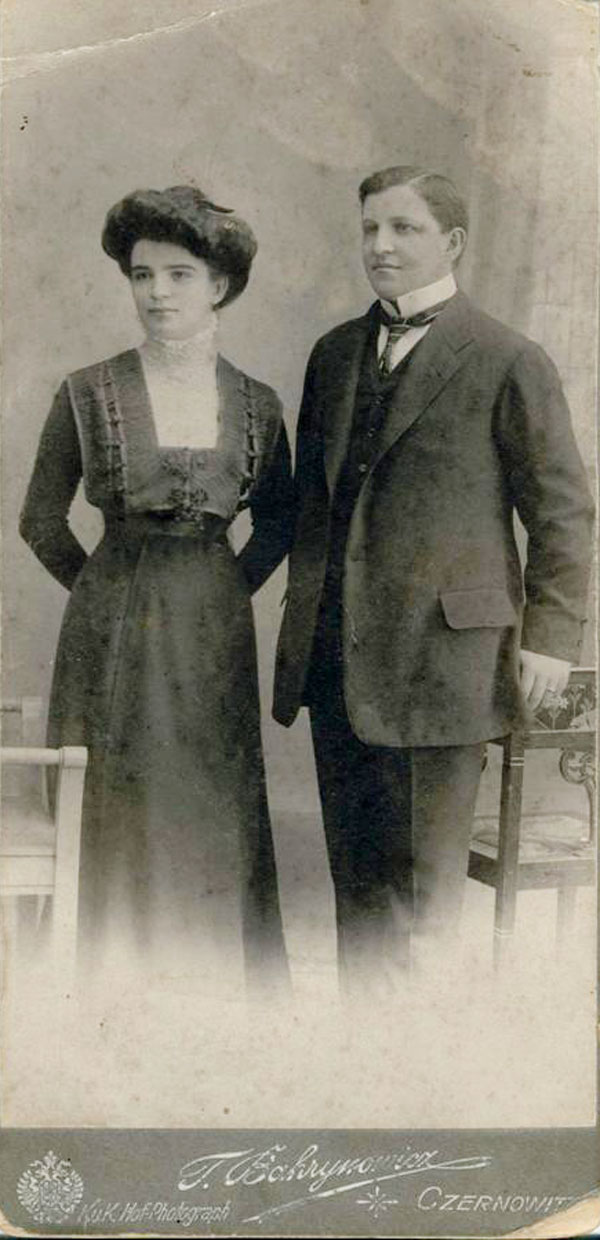
صوفيا وأفرام إمبروان في تشيرنويتز (1913)

### بداية مسيرته المهنية
ولد إيمبروان في 9 من شهر ديسمبر من عام 1980 في كوستي، التي كانت قرية يقطنها الرومان تشكل اليوم جزءًا من فوجفودينا، صربيا، إلا أنها كانت في تلك الآونة ضمن القطاعات المحكومة من قبل المجريين في المجر والنمسا، وفي منطقة بانات من الناحية التاريخية. كان والداه فلاحين ينتميان إلى الطبقة الدنيى من التجمع الروماني في بانات. وكان لدى الزوجان ابن آخر، نيكولاي. كنية الزوجين هي تنويع في اللهجة الرومانية لكلمة إيمبرواي الأكثر شيوعًا (يلفظ حرف ال «ن» في اللفظ المشتق «نغ») وكلاهما مشتق من اسم إيمبري.
أتم أفرام تعليمه الابتدائي في مدرسة بلدة كوستي ومن ثم تخرج في مدرسة بيلا تسركفا. أمضى إيمبروان سنوات التعليم الثانوي، حتى عام 1901، في مدينة براسوف في ترانسلفانيا وتخرج في مدرسة أندريه ساغونا الوطنية. في وقت لاحق جند إيمبروان ضمن قوات هونفيد المجرية الملكية وخدم في فوج المشاة السابع في فيرسيك، فرشاتس، ومن ثم تخرج في المدرسة العسكرية في سزيغيد. في وقت لاحق بدأ دراسة القانون في جامعة بودابست حيث انخرط في صفوف الحركة القومية الرومانية إلى جانب فاسيل لوكاسيو وأوكتافيان جوغا.
مع حماسه الشديد حيال القضية القومية، قرر إيمبروان مغادرة المجر بعد عام فقط من التدريب على ممارسة المحاماة. انتقل إيمبروان مملكة رومانيا والتحق بجامعة بوخاريست كلية الآداب. إلا أنه ترك الجامعة حين طلبت منه والدته ألا يترك بانات وراءه. مع سعيه وراء تسوية، سافر إيمبروان إلى دوقية بوكوفينا التي كانت مأهولة إلى حد كبير من قبل رومان متعلمين وتخضع لحكم نمساوي مباشر. مع قبوله في دراسة اللاهوت في جامعة تشيرنوفتسي الوطنية، اتجه إيمبروان لفترة للدراسة في جامعة برلين، وحضر أيضًا محاضرات في الاقتصاد والعلوم السياسية في ميونيخ، بريسلاو، وبوسين. عند عودته، منح شهادة دبلوم دكتوراه في علم اللاهوت في عام 1907، وتزوج تارنوفتشي المولودة في صوفيا، والتي كانت معلمة مدرسة بوكوفينية تصغره بست سنوات. وأنجب الزوجان 4 أولاد.
رفض إيمبروان عرضًا لتدريس اللاهوت في تشيرنوفيتز ليتمكن من مواصلة عمله السياسي والتعليمي بين الباناتيين الرومانيين الذين كانوا قد مولوا سنوات دراسته الأخيرة. استقر إيمبروان في لوغوي حيث كان شماسًا أرثوذكسيًا مع اندلاع الحرب العالمية الأولى. وأصبح أحد أبرز المساهمين في صحيفة المدينة، درابيلول، وضم جهوده إلى جهود أستاذه السابق في المدرسة فاليريو برانيستي. ومع انتخابه رئيسًا لنقابة التجار، انخرط إيمبروان أيضًا في العديد من القضايا الثقافية والاجتماعية الأخرى. وترأس مجتمعًا مسرحيًا ونادي غناء وكتب مسرحية واحدة: دين هايدلبيرغول دي ألتاداتا («مشاهد من الماضي في هايدلبيرغ»). عادة ما استخدم إيمبروان في أعماله في الأدب والصحافة أسماءً مستعارة، من بينها إيه بي دي وإيون وآي ني ولونو كايد ورابورتور ودبليو فينيك وإن فينيك.

### الحرب العالمية الأولى
بدأت مسيرة إيمبروان السياسية حين التمس أصواتًا من الناخبين لكايوس بريديسيانو خلال انتخابات العام 1910 في مورافيتا. خرجت مجموعة درابيلول عن الخط المألوف للحزب الوطني الروماني بتأييدها ترانسلفانيا وبانات إلى رومانيا بدلًا من نيل استقلال سياسي وثقافي في ظل النمسا. بات هذا الموقف مصدر إزعاج للسلطات المجرية بعد اندلاع الحرب مع صربيا، وهو الوقت الذي اعتبر فيه إيمبروان «محرضًا خطيرًا». في خريف عام 1914، فر إيمبروان إلى مملكة رومانيا التي كانت ما تزال محايدة. وحصل على عمل كمعلم مدرسة، إلا أنه عين في منصب في وزارة الزراعة والتنمية الريفية. وتمكنت عائلته من الانضمام له قبل نهاية العام. 
من المنفى، استأنف إيمبروان عمله كمسؤول دعاية، ولكن هذه المرة لدعاية مناهضة علنًا للإمبريالية ومؤيدة لضم الأراضي. مع مطالبته علنًا بتدخل روماني في الحرب ضد النمسا، أصبح إيمبروان كاتب مقال بارز للصحيفة المؤيدة للتدخل إيبوكا، وكاتبًا مؤقتًا لدى صحيفتي يونيفرسول وأديفارول. كانت مقالاته دون اسم وغالبًا ما كانت توقع باسم «أن باناتيان» («باناتي»). قام إيمبروان أيضًا بجولة في البلاد إلى جانب نيكولاي فيليبيسكو ونيكولاي تيتوليسكو، وتحدث في تجمعات قومية في مدن مثل كاراكال وبرايلا وانضم إلى اتحاد فيليبيسكو النقابي. ونتيجة لحملته المؤيدة للتدخل في الحرب، أصدر مكتب المدعي العام المجري أمرًا باعتقاله. 
في شهر أغسطس من عام 1916، أعلنت رومانيا الحرب على النمسا والمجر وقوى أخرى من المحور. انتهت الحملات اللاحقة بهزائم كبيرة وغزو لأراضي المملكة الرومانية. غيرت الحكومة مركزها إلى ياش، التي كانت مدعومة عسكريًا من قبل الجمهورية الروسية. في شهر يوليو من عام 1917، أرسلت حكومة ياش إيمبروان وجوغا وسيفير بوكو ومنشقين رومانيين آخرين من النمسا والمجر في مهمة إلى روسيا. تكفل هؤلاء بأعمال الدعاية بين أوساط سجناء الحرب الترانسلفانيين والبوكوفينيين وجندوهم في صفوف كتيبة المتطوعين الرومان في روسيا، ولتحقيق هذه الغاية، أنشأوا في كييف صحيفة رومانيا ماري. وكان إيمبروان عندئذ قد جند ضمن صفوف القوات البرية الرومانية كملازم. اعترفت قيادة ستافكا به بصفته مبعوثًا للحكومة الرومانية وكلفته بمهمة التقارب من السجناء الذين يعملون في مناجم الفحم في باخموت وبيريفالسك. وبحسب زميله فويكو نيتيسكو، كان إيمبروان «أحد أكثر المجندين اجتهادًا وتفانيًا وكفاءة»، إلا أنه واجه مصاعب في التعامل مع السوفييتات المحلية. إذ كانت السوفييتات تريد أن يبقى الرومانيون في مكانهم إلى أن يستبدلوا بأسرى آخرين.
في أوائل شهر سبتمبر، غادر إيمبروان ولجنته دونباس لإتمام مهام تجنيد جديدة في كازان، قبل أن توكل له مهمة مشابهة في كامل أقاليم بيرم وييكاتيرنبورغ والأورال. في أعقاب الثورة البلشفية، التي أخرجت روسيا من الحرب، انضم إيمبروان مجددًا إلى بوكو في ياش. في تلك الفترة، دعيت حكومة ترأسها أليكساندرو مارغيلومان للدخول في مفاوضات سلام مع قوى المحور. وتشير أقاويل إلى أن مارغيلومان مارس ضغوطًا على إيمبروان للتخلي عن دعايته القومية، إلا أن الأخير رفض معلنًا أنه «يفضل الموت على ذلك». 

### يوم الوحدة وتأسيس الاتحاد الوطني من بانات
أُبطل السلام الروماني إثر إبرام هدنة كومبين الأولى التي قضت على قوى المحور بأكملها، وسرعت عملية الانفصال الإقليمي للنمسا والمجر. وفي طريقه للترويج للقضية الرومانية في بانات في فرنسا وبريطانيا، قام إيمبروان بزيارة سرية لوطنه الأم، حيث كان قد حل تدخل صربي محل جمهورية بانات. وجمع بيانات حول التضاريس قدمها في وقت لاحق إلى مجلس الحرب الأعلى. في 24 من شهر نوفمبر، اجتمع إيمبروان بالمجلس الوطني الروماني الذي كان معارضًا للاندماج ضمن صربيا، واقترح عليهم أن تتحد بانات مع رومانيا دون شرط ومن جانب واحد. لاحقًا، أضيف إلى هذا المطلب نداء إلى الباناتيين الرومان للدفاع عن الإقليم في وجه الدول الأخرى.